# Universitatea din Novosibirsk
Universitatea din Novosibirsk este o universitate de stat din Rusia. A fost una dintre cele mai bune universități din URSS. A fost întemeiată în anul 1959. Primul rector a fost academicianul - matematician Sobolev. Universitatea s-a dezvoltat în paralel cu centrul academic Akademgorodok, care fusese întemeiat anterior, și care avea instituții de cercetare de cel mai larg spectru, mai ales în domeniul științelor exacte. Cercetătorii de la Akademgorodok erau concomitent profesori și cadre didactice la Universitatea din Novosibirsk.